# 镤
镤（舊譯鎃），是一種化學元素，其化學符號为Pa，原子序數为91，原子量為231.03588 u，属于锕系元素，具有放射性。鏷是银灰色、密度高的金属，容易与氧、水蒸汽和无机酸反应。鏷在化合物中的氧化態主要是+5，但也存在+4和更加罕見的+3及+2氧化態。
鏷于1913年由卡西米爾·法揚斯和奥斯瓦尔德·格林發現，並將其命名為，字源为拉丁文（短暂），因為當時發現的鏷同位素234mPa的半衰期很短。1917至1918年間，莉泽·迈特纳和奥托·哈恩共同發現了一種更穩定的镤同位素231Pa，因此将該元素更名为，因为231Pa是錒同位素227Ac的母同位素。同一时期，弗雷德里克·索迪、约翰·A·克兰斯顿、爱达·希钦斯也独立发现了231Pa。
鏷寿命最长且最主要的天然同位素为235U的衰变产物231Pa，半衰期为32650年，遠短於地球的年齡，因此所有原始的鏷元素，也就是在地球形成時可能存在的鏷，至今都已全部衰變殆盡。現今鏷在自然界中主要作為鈾的衰變產物在鈾礦中微量生成，含量非常稀少，在地壳中的平均浓度通常为兆分之一，但在一些晶质铀矿的矿床中可能达到百万分之一。由於天然鈾礦中的鏷含量非常稀少，作為提取來源並不實際，因此目前研究用的鏷主要是从用過核燃料中提取。镤在海洋学中有所应用，水与矿物中钍、镤、铀的相对丰度可用于沉积物的放射性定年法，以及模拟各种地理过程。

## 历史

1871年門得列夫的週期表，钍和铀间预留一个空格

早在1871年，德米特里·門得列夫便预测钍和铀之间有未知元素的存在，并在週期表中预留了位置。由于当时锕系元素的概念还没有被提出，所以在1871年版的門得列夫週期表的排序方式中，钍位于第Ⅳ族、锆之下，铀位于第Ⅵ族、钨之下，并在第V族的钽下方的位置留空，将未知元素暂时命名为eka-钽（即钽下方一格的元素）。这样的编排方式一直持续到接受锕系理论的1940年代末，并造成很长一段时间內化学家们都在积极寻找与钽性质相似的新元素，從而几乎不可能发现镤。钽下方的元素实际上为人造元素𨧀，但之后的研究发现比起钽，𨧀的性质更像镤。
1900年，威廉·克鲁克斯用乙醚溶解硝酸铀醯（UO2(NO3)2·6H2O），分离出一种强放射性物质，但无法确定它是否为新的化学元素，将其命名为铀X。在他的实验中，硝酸铀酰的结晶水会产生水相，溶解铀衰变而来的234Th、234Pa、234mPa。该过程至今仍用于从铀化合物中分离这些核素。
镤发现于1913年，当时卡西米尔·法扬斯和奥斯瓦尔德·格林发现铀衰变链中的铀X其实是两种元素，分别为铀X1（即今天的234Th）与铀X2（即今天的234mPa）。他们发现铀X2能与水合五氧化二钽共沉淀，确认它就是eka-钽。由于铀X2的半衰期只有短短的1.1分钟，因此他们将新元素命名为，字源为拉丁文，意为短暂。
1917至1918年间，奥托·哈恩和莉泽·迈特纳发现镤更稳定的同位素231Pa，半衰期长达32650年。他们将91号元素名称从变更为，字源为（prôtos，意为首先、之前）与（锕）的结合，因为231Pa在锕衰变链中位于227Ac之前，为227Ac的母同位素。IUPAC之后于1949年把缩短成今天的。弗雷德里克·索迪、约翰·A·克兰斯顿、爱达·希钦斯也独立发现了231Pa。虽然他们发表发现的时间比哈恩和迈特纳略迟，但声称其实早在1915年就已经发现231Pa，只是因为第一次世界大战而未能及时发表。镤的发现填掉了元素周期表最后几个空格之一。
1927年，阿里斯蒂德·冯·格罗斯提取出2毫克的五氧化二镤（Pa2O5），之后于1934年首次从0.1毫克的五氧化二镤中分离出纯镤。他使用了两种方法分离金属镤，一种方法是在真空中用35 keV的电子轰击五氧化二镤，另一种方法则是将五氧化二镤转化成卤化物，然后在晶棒法中与热钨丝接触分解而成：
2 PaI5 → 2 Pa + 5 I2
英国原子能管理局（UKAEA）在1961年花了50万美元处理了60吨的用過核燃料，提炼出127克纯度为99.9％的镤，并成为多年来世界上唯一的镤来源，提供给各实验室研究。

## 生成

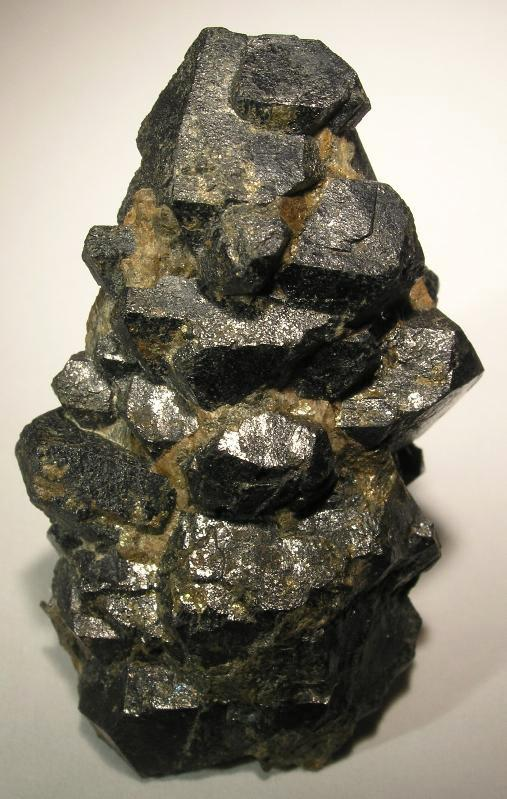
镤產生於晶质铀矿

鏷是天然存在的元素中最罕見、最昂貴的元素之一。镤有四种同位素存在于自然界，分别是由235U的衰变產生的231Pa，由238U的衰变產生的234Pa及234mPa，以及由233Th（天然232Th中子活化而成）和237Np（铀矿核反应产生）衰变产生的233Pa。231Pa在这些同位素之中最常见。
鏷在地球地壳中的平均浓度约为兆分之一，在晶质铀矿中的濃度約為0.3至3 ppm。镤均匀分布于大多數天然材料和水中，但浓度更低，仅约兆分之一，放射性約為0.1 pCi/g。镤容易黏附在土壤上，沙土中含有的镤是沙土中水里的镤浓度的550倍，而这个比例在壤土、黏土（如皂土）中可以达到2000以上。

### 核反应堆
钍在核反应堆里主要产生两种镤同位素——231Pa和233Pa。它们都是需要移除的废物，使得核反应堆的设计与运行更复杂。231Pa由232Th经过(n, 2n)反应产生，其长半衰期会导致核反应堆高放射性废物更难管理。231Pa还可捕获一个中子，产生半衰期较短的232U，232U又会衰变成会释放高能β射线及γ射线的核素。
{\displaystyle \mathrm {^{232}_{\ 90}Th\ +\ _{0}^{1}n\ \longrightarrow \ _{\ 90}^{231}Th\ +2\ _{0}^{1}n\ \ } }
{\displaystyle \mathrm {^{231}_{\ 90}Th\ {\xrightarrow[{25.52\ h}]{\beta ^{-}}}\ _{\ 91}^{231}Pa\ \ } }
{\displaystyle \mathrm {^{231}_{\ 91}Pa\ +\ _{0}^{1}n\ \longrightarrow \ _{\ 91}^{232}Pa\ {\xrightarrow[{1.32\ d}]{\beta ^{-}}}\ _{\ 92}^{232}U\ {\xrightarrow[{68.9\ y}]{\alpha }}\ ...} }
233Pa由232Th捕获中子而成。它会衰变成233U，或是再捕获一个中子，产生不可裂变的234U。233Pa的半衰期较长（27天），且中子捕获截面高（容易捕获中子），因此相当一部分233Pa不会衰变成有用的233U，而是浪费中子来产生不可裂变的核素，影响核反应堆的效率。为了避免浪费，运行中的钍熔盐堆需要立刻分离233Pa，使它只能衰变成233U。233Pa可用金属锂的铋溶液分离。金属锂会把镤化合物还原成金属镤，而铋则因为熔点低（271 °C）、蒸气压低、易溶解金属锂与锕系元素而不易溶解熔融卤化物，能够充当溶剂。
{\displaystyle \mathrm {^{232}_{\ 90}Th\ +\ _{0}^{1}n\ \longrightarrow \ _{\ 90}^{233}Th\ {\xrightarrow[{21.83\ min}]{\beta ^{-}}}\ _{\ 91}^{233}Pa\ {\xrightarrow[{26.975\ d}]{\beta ^{-}}}\ _{\ 92}^{233}U} }

## 製備
231Pa可从鈾礦石中分離，但过程繁杂，涉及酸碱浸滤、共沉淀、分段结晶。由于镤的用处不大，历史上从未大规模地从铀矿石中分离镤。它也可通过两种核反应产生，分别是热中子轰击232Th，或是中子照射230Th。虽然这两种核反应都可以避免从铀矿石分离镤的部分难题，但各有缺点，热中子轰击232Th会产生大量副产物，而230Th难以取得，且经常伴随更大量的232Th。乏核燃料中的镤可用2,6-二甲基-4-庚醇分离。
233Pa可通过用中子轰击232Th而成，然后用离子交换技术与钍分离。它也可由237Np的衰变产生，之后用正辛醇与盐酸分离镎和镤。用乙醚溶解硝酸铀酰会使铀的衰变产物234Th从中分离出来，而234Pa及234mPa可通过234Th的衰变产生，可通过离子交换或溶剂提取分离。
純的鏷金屬可以在1300–1400°C的溫度下用鈣、鋰或鋇還原四氟化鏷來製備。

## 性質
鏷是带銀灰色光澤的金屬，具延展性，可在空氣中暴露数月而不失去金属光泽。鏷容易與氧氣、水蒸氣、酸反應，但不與鹼反應。鏷在週期表中位於釷的右側、鈾的左側，其大部分物理性質介於這兩個錒系元素之間。鏷的密度比釷大，而比鈾小；其熔點低於釷，而高於鈾。這三個元素彼此的熱膨脹系数、電導率、熱導率相當，表現出典型的貧金屬特徵。鏷的剪切模量估計與鈦相近。
在室溫下，鏷呈體心四方晶系，其可被視為扭曲的體心立方晶格結晶，這種結構在被壓縮至高達53 GPa時仍不會改變。镤從大約1200°C的高溫冷卻後，其結構變為面心立方晶系。镤在20°C时的熱膨脹係數為11.8×10−6/°C。鏷具有順磁性，在溫度低於1.4K時成為超導體。四氯化鏷在室溫下是順磁性的，但在冷卻至182K後會轉為鐵磁性。
鏷無論是在固體或在水溶液中都存在兩個主要的氧化態：+4和+5，而+3和+2態的鏷也在一些固相中被觀察到。镤原子的電子組態是[Rn]7s26d15f2，其+5氧化態對應的是稳定的5f0電子构型。镤(IV)和镤(V)在水溶液中都是无色的，主要離子包括Pa4+、Pa(OH)3+、Pa(OH)2+
2、Pa(OH)+
3、PaO3+
、PaO(OH)2+
、PaO(OH)+
2、Pa(OH)−
6。其它已知的離子包括PaOF2+
、PaOF+
2、PaF−
6、PaF2−
7、PaF3−
8、PaOSO+
4、PaO(SO
4)−
2、PaO(SO
4)3−
3、PaOCl2−
5、PaCl−
6。

### 同位素
目前已發現从210Pa至239Pa共30種鏷的同位素，全部都具有放射性。其中最穩定的是半衰期32650年的231Pa，半衰期26.975天的233Pa，以及半衰期17.4天的230Pa。其它同位素的半衰期都短於1.6天，大部分更短于1.8秒。鏷還有6种核異構體，其中半衰期1.159分钟的234mPa最稳定。
較輕的镤同位素（210Pa至227Pa）及231Pa的主要衰變模式為α衰變，产生錒的同位素，而228Pa至230Pa则通过正电子发射或电子捕获衰变成钍的同位素。镤較重的同位素（232Pa至239Pa）的主要衰變模式為β衰變，产生鈾的同位素。
镤最长寿、最常见的同位素231Pa被能量大于1 MeV的快中子轰击后会发生裂变。核反应堆产生的另一种镤同位素233Pa被1 MeV以上的中子轰击时也会裂变。

## 化合物
| 化學式    | 顏色 | 晶系     | 空間群  | 空間群編號 | 皮爾遜符號 | a（pm） | b（pm） | c（pm） | Z  | 密度（g/cm3） |
| --------- | ---- | -------- | ------- | ---------- | ---------- | ------- | ------- | ------- | -- | ------------- |
| Pa        | 銀灰 | 四方晶系 | I4/mmm  | 139        | tI2        | 392.1   | 392.1   | 323.5   | 2  | 15.43         |
| PaO       |      | 立方晶系 | Fm3m    | 225        | cF8        | 496.1   | 496.1   | 496.1   | 4  | 13.44         |
| PaO2      | 黑   | 立方晶系 | Fm3m    | 225        | cF12       | 550.5   | 550.5   | 550.5   | 4  | 10.47         |
| Pa2O5     | 白   | 立方晶系 | Fm3m    | 225        | cF16       | 545.5   | 545.5   | 545.5   | 4  | 10.96         |
| Pa2O5     | 白   | 正交晶系 |         |            |            | 692     | 402     | 418     |    |               |
| PaH3      | 黑   | 立方晶系 | Pm3n    | 223        | cP32       | 664.8   | 664.8   | 664.8   | 8  | 10.58         |
| PaF4      | 深棕 | 單斜晶系 | C2/c    | 15         | mS60       |         |         |         | 12 |               |
| PaCl4     | 黃綠 | 四方晶系 | I41/amd | 141        | tI20       | 837.7   | 837.7   | 748.1   | 4  | 4.72          |
| PaBr4     | 棕   | 四方晶系 | I41/amd | 141        | tI20       | 882.4   | 882.4   | 795.7   |    | 5.90          |
| PaCl5     | 黃   | 單斜晶系 | C2/c    | 15         | mS24       | 797     | 1135    | 836     | 4  | 3.74          |
| PaBr5     | 紅   | 單斜晶系 | P21/c   | 14         | mP24       | 838.5   | 1120.5  | 895.0   | 4  | 4.98          |
| PaOBr3    |      | 單斜晶系 | C2      | 5          |            | 1691.1  | 387.1   | 933.4   |    |               |
| Pa(PO3)4  |      | 正交晶系 |         |            |            | 696.9   | 895.9   | 1500.9  |    |               |
| Pa2P2O7   |      | 立方晶系 | Pa3     |            |            | 865     | 865     | 865     |    |               |
| Pa(C8H8)2 | 金黃 | 單斜晶系 |         |            |            | 709     | 875     | 1062    |    |               |

上表中的a、b和c為晶格常數，Z為每晶胞所含的化學式單元數。密度並非實驗數據，而是由晶體參數計算得出。

### 氧化物及含氧酸盐

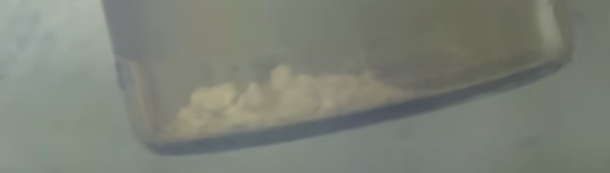
五氧化二镤

镤有许多氧化物，其中最稳定的是白色的五氧化二镤（Pa2O5）。它的水合物由镤(V)的酸性溶液与氢氧化钠反应制得，而无水物可通过在空气中加热水合物至500 °C而成。它呈立方晶系，实际为实验式PaO2.25的非整比化合物。此外，五氧化二镤还有与五氧化二钽类似，呈正交晶系的晶体。五氧化二镤一共有至少五种同质异形体，由它加热至不同温度产生。黑色的二氧化镤（PaO2）由氢气在1550 °C下还原五氧化二镤而成。它不溶于硝酸、盐酸、硫酸，但易溶于氢氟酸。它在氧气气氛下加热至1100 °C会变回五氧化二镤。一氧化镤（PaO）只以金属镤上的薄层形式观测到，尚未分离。
镤可与多种金属形成混合氧化物。它和碱金属可以形成通式为APaO3（钙钛矿结构）、A3PaO4（扭曲氯化钠结构）、A7PaO6的化合物，其中的镤原子呈八面体结构。Pa2O5也可与稀土元素氧化物R2O3反应，生成钙钛矿结构的非整比化合物。
镤的氧化物带碱性，容易变成氢氧化物，且可形成硫酸盐、磷酸盐、硝酸盐等盐。硝酸镤呈白色，但会因为辐解变成棕色。在空气中加热硝酸镤至400 °C时会分解，生成五氧化二镤。偏磷酸镤（Pa(PO3)4）可通过PaF2SO4与磷酸在惰性气氛下反应而成，然后加热至900 °C消除氢氟酸、三氧化硫、五氧化二磷等副产物。继续加热Pa(PO3)4会使其分解成PaP2O7。PaP2O7在空气中加热到1400 °C时会分解成五氧化二镤及五氧化二磷。

### 卤化物

五氯化镤的晶体结构，其中黑球为镤原子，白球为氯原子

五氟化镤（PaF5）是白色固体，会形成四方晶系的结晶，与β-UF5异质同形。五氯化镤（PaCl5）是黄色晶体，与7粒氯原子配位，形成五角双锥构型。它是单斜晶系的多聚体，其中的氯原子会在镤原子周围形成五边形的平面。深红色的五溴化镤（PaBr5）则是6配位的，呈八面体构型。镤在四卤化物中都呈8配位，但结构不同。四氟化镤（PaF4）的镤形成四角反棱柱构型，而四氯化镤（PaCl4）、四溴化镤（PaBr4）则呈扭棱锲形体构型。棕色的三碘化镤（PaI3）中的镤也呈8配位，结构为二侧锥三角柱构型。
PaF5可由Pa2O5与五氟化溴或三氟化溴在600 °C下反应而成。它的水合物可以通过水合Pa2O5与氟化氢气体的反应制得。PaF4则是通过Pa2O5、氢气、氟化氢在600 °C下的反应产生的。镤还有更复杂的氟化物，如Pa2F9。
PaCl5由Pa2O5与四氯化碳在200–300 °C下反应而成，PaOCl3等副产物可通过分馏去除。它容易水解。用氢气在800 °C下还原PaCl5可得到黄绿色的PaCl4，它在400 °C的真空下升华。PaCl4也可通过PaO2与四氯化碳在400 °C下反应制得。
PaBr5可通过PaCl5与三溴化硼在500–550 °C下反应而成。它有两种相似的晶体结构，都呈单斜晶系，一种可通过将其升华至400–410 °C得到，另一种则通过将其升华至温度稍低的390–400 °C而成。
五碘化镤（PaI5）可由金属镤与碘在400–450 °C下直接反应而成，或是四碘化硅与Pa2O5、PaCl5或PaBr5加热反应制得。四碘化镤（PaI4）由氢气在400 °C下还原PaI5制得，而PaI3由PaI5在真空下加热分解而成。
镤可形成通式MPaF6（M = Li、Na、K、Rb、Cs、NH4）、M2PaF7（M = K、Rb、Cs、NH4）、M3PaF8（M = Li、Na、Rb）的三元氟化物，皆为白色晶体。 MPaF6可看作是MF与PaF5形成的化合物，由这两种氟化物的氢氟酸溶液蒸干而成。NaPaF6呈四方晶系，而阳离子更大的MPaF6（M = K、Rb、Cs、NH4）则变为正交晶系。通式M2PaF7的化合物中也可观察到晶体结构因阳离子大小而变化。M2PaF7（M = K、Rb、NH4）都有类似的结构，Cs2PaF7则不然。

### 其它无机化合物
目前已发现多种镤的卤氧化物。镤的氟氧化物Pa2OF8由水合五氟化镤在140 °C的氟化氢气氛下分解而成。它在空气中继续加热会产生其它氟氧化物PaO2F及Pa3O7F，超过650 °C时会分解成Pa2O5。氯氧化物Pa2OCl8可通过PaCl5与氧气在400 °C下反应得到，其热分解会产生Pa2O3Cl及PaO2Cl。PaOBr3由PaBr5和氧气加热反应产生，呈单斜晶系，具有由桥接氧原子及溴原子连接的双链结构。其中的镤为7配位，呈扭曲五角双锥构型。PaI5及三氧化二锑在真空加热反应，可以得到碘氧化物PaOI3及PaO2I。
PaOS是浅黄色、没有挥发性的固体，与其它锕系元素氧硫化物一样呈立方晶系。它可由五氯化镤与硫化氢和二硫化碳的混合物在900 °C下反应而成。三氢化镤（PaH3）由镤与氢气在250 °C下直接反应而成，其晶体结构与三氢化铀相似。四氯化镤或五氯化镤和氨气反应会产生氮化镤，其为亮黄色固体，在800 °C的真空下稳定。碳化镤（PaC）则是通过在1400 °C的碳坩埚里用金属钡还原四氟化镤而成。硼氢化镤（Pa(BH4)4）由四氟化镤与硼氢化铝反应而成，具有不寻常的螺旋状多聚体结构。其中的镤离子被6个BH4−离子环绕，与14个氢原子配位，形成双六角锥反角柱构型。
PaH3与磷反应可以得到PaP2，加热分解得到Pa3P4。PaAs2由PaH3与砷在400 °C下反应而成，它加热到840 °C时分解为Pa3As4。镤的锑化物则可通过PaH3和锑加热反应制得。Pa2O5在贵金属铂、铱、铑存在下与氢气反应，可以得到对应金属间化合物Pt3Pa与Pt5Pa、Ir3Pa、Rh3Pa，用金属铍还原Pa2O5则可得到Be13Pa。

### 有机镤化合物

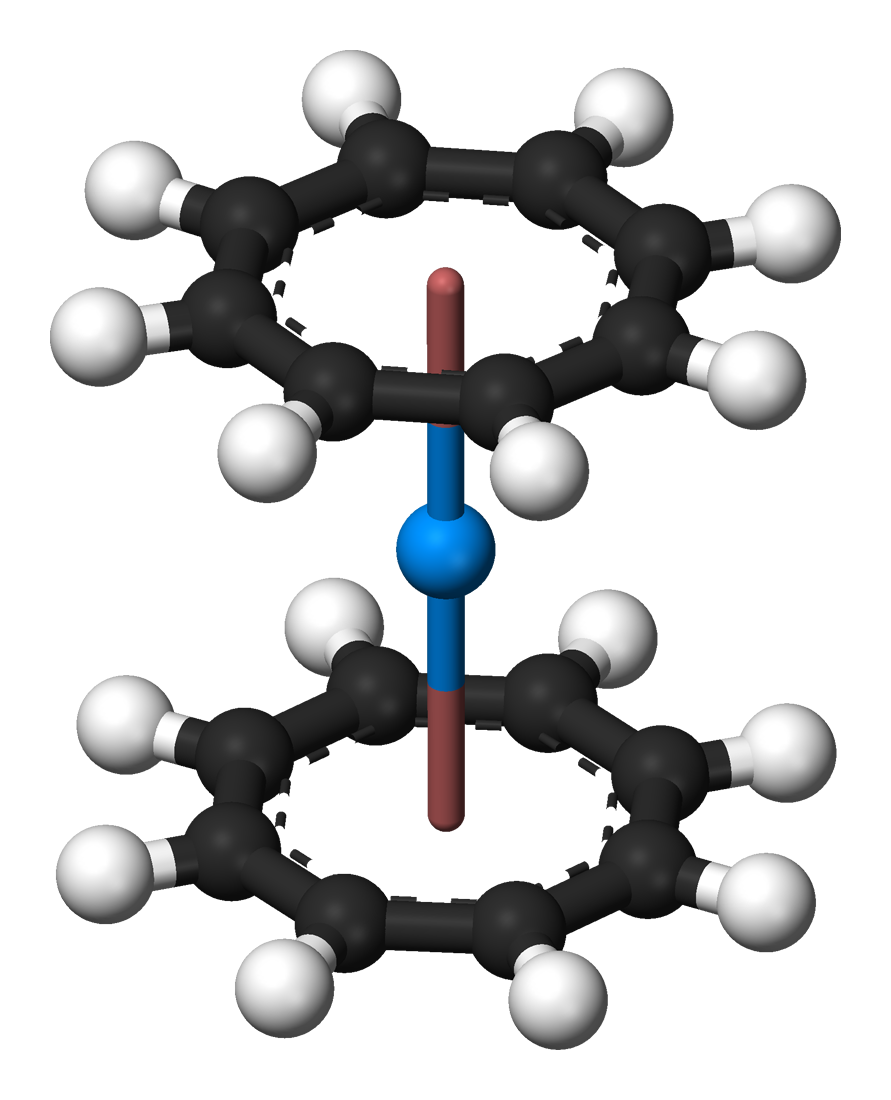
双环辛四烯合镤的分子结构

四氯化镤与二茂铍（Be(C5H5)2）反应，可以得到有四个茂基的四茂镤（Pa(C5H5)4），它的一个茂基可被卤素取代。金黄色的双环辛四烯合镤（Pa(C8H8)2）的结构与双环辛四烯合铀类似，由两个环辛四烯阴离子夹住金属离子而成。它可由四氯化镤和环辛四烯二钾（K2C8H8）在四氢呋喃中反应制得。

## 應用
雖然元素週期表中位於鏷前後的釷和鈾由於半衰期長且存量豐富而都有著廣泛的應用，但鏷本身由於存量稀少，且具有高放射性和高毒性，目前在科學研究之外沒有其它用途。
231Pa曾經被認為能夠維持核連鎖反應，理論上可以用來製造核武器，物理學家沃爾特·塞弗里茨曾估計其臨界質量為750±180公斤，但之后的计算发现231Pa无法维持自身的核链式反应。铌、镁、镓、锰、少量镤的混合氧化物可用于制造陶瓷电容的高温介电质。由于234mPa的半衰期短，且容易制备，因此常在课堂实验中演示放射性。
隨著高靈敏度質譜儀面世，鏷開始在地質學和古海洋學中用作示蹤劑，可透過沉積物中231Pa和230Th的比例測定年代，並用於模擬各种地理过程。使用此法測定海洋沉積物的年代，可讓科學家們能夠重建冰河時期冰川最後一次融化期間北大西洋水體的流動。與鏷相關的年代測定依靠於鈾及其衰變而来的長壽命鏷、釷同位素的相對濃度的分析。铀、镤、钍分別具有6、5、4個價電子，因此易分别形成+6、+5、+4氧化態，表現出不同的性质。其中釷和鏷的化合物難溶於水，會沉澱成沉積物，而鈾則否，且釷的沉澱速率比鏷快。分析231Pa（半衰期32650年）和230Th（半衰期75400年）的濃度比例與僅測量一種同位素的濃度相比，可以提高年代測定的準確度。此外，這種雙同位素測定法受同位素空間分佈的不均勻性及其沉澱速率的變化性影響較小。该定年法也可用于考古学，以测量骨骼、牙齿距今的年代，特别是距今7万年以上，放射性碳定年法已无法使用的样本。

## 危害
鏷在人體中不發揮任何生物學作用。由於镤具有强放射性，對生物體具有很高的毒性，因此须在密封的手套箱进行操作。其最穩定的同位素231Pa的活性比度為每克0.048居里（1.8 GBq），主要會發射能量為5 MeV的α粒子，用任何材料的薄片或皮膚即可阻擋，通常只有在被攝入體內時才會對健康構成危害。然而它會慢慢地衰變成227Ac，半衰期為32650年。227Ac的活性比度為每克74居里（2700 GBq），會同時發射α及β粒子，半衰期僅22年。227Ac接著會衰變成一些半衰期更短、活性比度更大的放射性同位素，最終衰變成穩定的207Pb。其衰變鏈整理於下表：
| 同位素種類          | 231Pa   | 227Ac | 227Th   | 223Ra   | 219Rn    | 215Po    | 211Pb   | 211Bi   | 207Tl   |
| 活性比度（居里/克） | 0.048   | 73    | 3.1×104 | 5.2×104 | 1.3×1010 | 3.0×1013 | 2.5×107 | 4.2×108 | 1.9×108 |
| 衰變模式            | α       | α, β  | α       | α       | α        | α        | β       | α, β    | β       |
| 半衰期              | 3.3萬年 | 22年  | 19天    | 11天    | 4.0秒    | 1.8毫秒  | 36分鐘  | 2.1分鐘 | 4.8分鐘 |

鏷是微量存在於自然界中的天然元素，可通過進食、飲水或呼吸空氣進入體內。當吸入時，很大一部分的鏷可以從肺部透過血液移動到其它器官，這取決於該鏷化合物的溶解度。通常人體內沉積的鏷可能是腸胃道從食物和飲水中吸收而來，攝入體內的鏷中只有大約0.05%會進入血液，其餘的則會被排出體外。血液中的鏷有大約40%進入骨骼中，約15%進入肝臟，2%進入腎臟，其餘的被排泄出體外。鏷在骨骼中的生物半衰期約為50年，而在其它器官中，其排泄動力學具有快速和緩慢的組成部分。例如肝臟中70%的鏷的生物半衰期為10天，剩下的30%為60天；腎臟的相應值則為20%（10天）和80%（60天）。在鏷處於這些器官中的期間內，其放射性會持續增加癌症產生的風險。鏷在人體內的最大放射性活度安全劑量是0.03微居里（1.1 kBq），相當於0.5微克231Pa的放射性，這種同位素的毒性是氫氰酸的2.5×108倍。在德國，231Pa在空氣中的最大允許濃度為3×10−4 Bq/m3。